# Torsten Schemmel

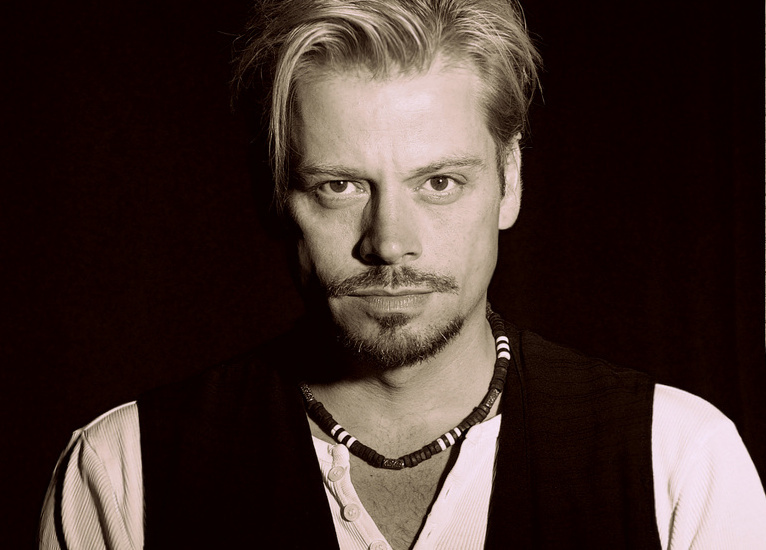
Torsten Schemmel (2019)

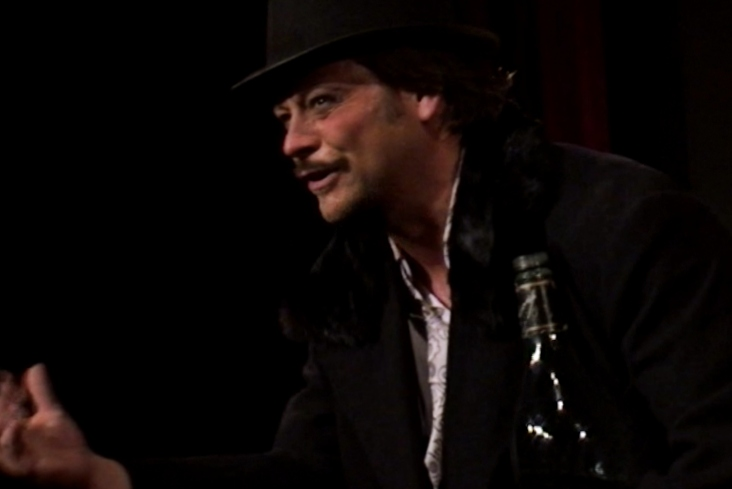
Torsten Schemmel als Puntila in Herr Puntila und sein Knecht Matti von Bertolt Brecht (Regie: Jürgen Kern – Theater Anklam) – 2011

Torsten Schemmel (* 28. Januar 1979 in Stendal) ist ein deutscher Schauspieler.

## Leben
Torsten Schemmel studierte Schauspiel zunächst bei Ulrich Schwarz und später an der Filmschauspielschule Köln sowie an der Theaterakademie Vorpommern. Noch vor seinem Studium an der Theaterakademie Vorpommern spielte er an verschiedenen Theatern, wie dem Theater Plauen-Zwickau, dem Theater der Stadt Gera, dem Theater der jungen Generation Dresden, dem Theater der jungen Welt Leipzig, dem Theater Archa Prag, am Stadttheater Greiz sowie an vielen kleinen Stadttheatern wie Reichenbach, Olbernhau, Bad Elster, Tabarz und anderen.
Er absolvierte zuvor eine Lehre als Kaufmann der Betriebswirtschaft und Medienwissenschaften und war unter anderem als Zeichner und Autor für verschiedene Fanzines und The Walt Disney Company tätig.
Seit 2009 gehört er zum Stamm-Ensemble der Vorpommerschen Landesbühne Anklam.
Besondere Aufmerksamkeit erhielt er 2008 als Brecht-Schauspieler in der Rolle des Azdak in Der kaukasische Kreidekreis sowie 2011 in der Rolle des Gutsbesitzers Puntila in Herr Puntila und sein Knecht Matti, beides unter der Regie von Jürgen Kern. Er spielte 2014 in der Rolle des Stanley Kowalski in Endstation Sehnsucht von Tennessee Williams unter der Regie von Oliver Trautwein.
Gastspiele hatte er unter anderem am Schauspielhaus Neubrandenburg, am Landestheater Neustrelitz, am Theater Vorpommern Greifswald, am Theater Putbus, am Theater Elbląg (Polen), am Theater Archa (Prag), an der Landesbühne Schwaben, am Staatstheater Schwerin, am Staatsschauspiel Bochum, an der Schaubühne Köln, am Theater „Die Schotte“ Erfurt, am Nationaltheater Weimar, am Deutschen Theater Göttingen, am Theater der Jungen Welt Leipzig, am Schauspiel Dortmund und bei den Salten-Gastspielen Bad Bergzabern.
Zwischen 2012 und 2019 hatte Torsten Schemmel mehrere Lehrstunden unter anderem bei Markus Boysen.
Torsten Schemmel ist auch als Regisseur und Autor tätig.
Er ist Vater einer Tochter und lebt auf der Insel Usedom.

## Theaterrollen (Auswahl)
- 2002: Parzival von Tankred Dorst, Rolle: Parzival, Regie: Anna Bergel – Theater der Stadt Greiz
- 2003: Faust I. von Johann-Wolfgang von Goethe, Rolle: Faust, Regie: Tilo Nöbel – Theater der Stadt Greiz
- 2004: Sara – Flucht durch Berlin (Musical) nach Inge Deutschkron, Rolle: Weidt & Deutschkron, Regie: Sandra von Holn – Theater Dresden
- 2005: Romeo & Julia (Musical) nach William Shakespeare, Rolle: Lord Capulet & Pater Lorenzo, Regie: Sandra von Holn – Theater der Stadt Greiz
- 2006: Die Torwartfrage (Kabarett-Satire), Rolle: Oliver Kahn, Regie: Roland Grenzer – KSB-Kleine Schaubühne Köln
- 2008: Der kaukasische Kreidekreis von Bertolt Brecht, Rolle: Azdak, Regie: Jürgen Kern – Vorpommersche Landesbühne
- 2010: Männerhort von Kristof Magnusson, Rolle: Lars-Rudolph, Regie: Birgit Lenz – Vorpommersche Landesbühne
- 2011: Herr Puntila und sein Knecht Matti von Bertolt Brecht, Rolle: Puntila, Regie: Jürgen Kern – Vorpommersche Landesbühne
- 2011: Die Olsenbande dreht durch von Peter Dehler nach Erik Balling, Rolle: Kjeld Jensen, Regie: Wolfgang Bordel – Vorpommersche Landesbühne
- 2012: Die heilige Johanna der Schlachthöfe von Bertolt Brecht, Rolle: Slift, Regie: Jürgen Kern – Vorpommersche Landesbühne
- 2013: Endstation Sehnsucht von Tennessee Williams, Rolle: Stanley Kowalski, Regie: Oliver Trautwein – Vorpommersche Landesbühne
- 2014: Und dann gabs keines mehr von Agatha Christie, Rolle: Captain Philip Lombard, Regie: Herbert Olschok - Vorpommersche Landesbühne
- 2015: Die schöne Helena von Peter Hacks, Rolle: Kalchas, Regie: Wolfgang Bordel - Vorpommersche Landesbühne
- 2015: Die Heirat von Nikolai Wassiljewitsch Gogol, Rolle: Podkolessin, Regie: Marcus Kaloff - Landestheater Neustrelitz
- 2015: Charleys Tante von Brandon Thomas, Rolle: Babbs, Regie: Oliver Trautwein - Vorpommersche Landesbühne
- 2016: Außer Kontrolle von Ray Cooney, Rolle: George Pidgen, Regie: Marcus Kaloff - Vorpommersche Landesbühne
- 2016: Macbeth, von William Shakespeare, Rolle: Macbeth, Regie: Wolfgang Bordel - Vorpommersche Landesbühne
- 2016: Drei Männer im Schnee, von Erich Kästner, Rolle: Geheimrat Eduard Tobler, Regie: Jürgen Kern – Vorpommersche Landesbühne
- 2017: Der zerbrochne Krug, von Heinrich von Kleist, Rolle: Gerichtsrat Walter, Regie: Wolfgang Bordel - Vorpommersche Landesbühne
- 2018: Kleiner Mann - was nun? von Hans Fallada, Rolle: Vater Mörschel / Jänecke / Bergmann / Lauterbach u. a. , Regie: Jürgen Kern – Vorpommersche Landesbühne
- 2019: Farm der Tiere (Originaltitel: Animal Farm) von George Orwell, Rolle: Napoleon , Regie: Oliver Trautwein – Vorpommersche Landesbühne
- 2019: Effi Briest von Theodor Fontane, Rolle: Baron Geert von Instetten , Regie: Marco Bahr – Vorpommersche Landesbühne
- 2021:Der Gott des Gemetzels von Yasmina Reza, Rolle: Alain Reille, Regie: Marco Bahr - Vorpommersche Landesbühne
- 2021: "Zwei Männer ganz nackt" von Sebastien Thiery - Rolle: Alain Kramer, Vorpommersche Landesbühne
- 2022: Die Verschwörung des Fiesco zu Genua von Friedrich Schiller, Rolle: Sacco, Regie: Oliver Trautwein - Vorpommersche Landesbühne
- 2022: Ein irrer Duft nach Enzian – Der letzte Sommer in Truttzlaff Rolle: Pastor Himmelsknecht Regie:Birgit Lenz -Vorpommersche Landesbühne

## Filmografie (Auswahl)
- 2004: Don Matteo, Rai 1, Regie: Andrea Barzini
- 2008: Silence, 8bar Filmproduktion, Regie: Holger Löwe
- 2009: Transporter: The Series, M6 und RTL, Regie: Brad Turner
- 2009–2015: Felicita-Tetralogie, ORF 2, Regie: Henry-Thomas Terrell
- 2010: Der Mauerschütze, ARD/ARTE, Regie: Jan Růžička
- 2012: Fünfeichen und Sibirien, Film & TV Produktion Staufenbiel, Regie: Claudia Krüger
- 2014: Peenetal, Film & TV Produktion Staufenbiel, Regie: Francis Brüse
- 2014: The Sector, Pasta-Cat-Production, Regie: Mark Wiedemann
- 2019: Der Usedom-Krimi, ARD / NDR / POLYPHON, Regie: Oliver Schmitz

## Regie
- 2006: Die Reise nach Pitsche-Patsch Regie: Torsten Schemmel, KSB Köln
- 2012: Frida Kahlo & Diego Rivera Regie: Torsten Schemmel, Vorpommersche Landesbühne
- 2013: Kreuz & Quer Regie: Torsten Schemmel, Volkstheater Rostock
- 2014: Mythos: Frieda Kahlo Regie: Torsten Schemmel, Salten-Gastspiele Bad Bergzabern
- 2020: ALLES GUTE - Der Hotelkrimi auf Usedom Regie: Torsten Schemmel, Strand- und Wellnesshotel Preussenhof Zinnowitz / Vorpommersche Landesbühne

## Autor
- 2019: ALLES GUTE - Der Hotelkrimi auf Usedom von Torsten Schemmel, Krimi
- 2020: POKER FOR PRISONERS von Torsten Schemmel, Komödie
- 2020: SONNENALLEE von Leander Haußmann, Überarbeitung und Szenenergänzung von Torsten Schemmel
- 2021: Ein irrer Duft von Enzian (BLAU MACHT DER ENZIAN) von Torsten Schemmel & Birgit Lenz, Komödie